# Lijst van spelers van Sociedad Deportivo Quito
Deze lijst omvat voetballers die bij de Ecuadoraanse voetbalclub Sociedad Deportivo Quito spelen of gespeeld hebben. De namen zijn alfabetisch gerangschikt.

## A
- Jimmy Achilie
- Waldemar Acosta
- Álex Aguinaga
- Rubén José Agüero
- José Aguirre
- Paul Alarcón
- Jesús Alcivar
- Gabriel Alcoba
- Héctor Almandoz
- Matías Alustiza
- Franklin Anangonó
- José Andrade
- Marco Andrade
- Omar Andrade
- Martín Andrizzi
- Carlos Angulo
- Daniel Angulo
- Raúl Antuña
- Luis Arce
- Martín Arriola
- Dixon Arroyo
- Felipe Arroyo
- Michael Arroyo
- Nicolas Asencio
- Kevin Ayala
- Néstor Ayala
- Marlon Ayoví

## B
- Fabricio Bagui
- Jaime Baldeón
- Jhonny Baldeón
- Freddy Barreto
- Julio Bevacqua
- Héctor Blanco
- Álex Bolaños
- Adrián Bone
- Dario Bone
- Rudy Bone
- Iván Borghello
- Jaime Borja
- Juan Carlos Borteiro
- Gustavo Buitron
- Fabián Burbano
- Juan Carlos Burbano
- Robert Burbano
- Fabián Bustos

## C
- Darío Caballero
- Jhon Cagua
- Carlos Caicedo
- Geovanny Caicedo
- José Caicedo
- Pavel Caicedo
- Walter Calderon
- Mariano Campodónico
- Jayro Campos
- Raúl Canelos
- Byron Cano
- Héctor Carabalí
- Nixon Carcelen
- Fabian Carini
- Cristian Carnero
- Nilo Carretero
- José Cartagena
- Horlín Castillo
- Marcos Castillo
- Segundo Castillo
- Michael Castro
- Éder Cetre
- Cléber Chalá
- Luis Checa
- Ángel Cheme
- Luis Chérrez
- Javier Chila
- Alex Colón
- Jefferson Congo
- Luis Congo
- Francisco Contreras
- Jorge Córdoba
- Facundo Corozo
- Franklin Corozo
- Jorge Corozo
- Pedro Corozo
- José Luis Cortéz
- Juan Córtez
- Marvin Cortez
- Manuel Cotera
- Walter Coyette
- Pedro Criban
- Efrén de la Cruz
- Ulises de la Cruz
- Fabian Cubero

## D
- Ceferino Díaz
- Oscar Díaz
- Sebastián Domínguez
- Mauricio Donoso

## E
- Marcelo Elizaga
- Alfredo Encalada
- Carlos Enriquez
- Luis Escalada
- Angel Escobar
- Fabián Espíndola
- Alain Espinel
- Giovanny Espinoza
- Juan Esterilla
- Pedro Esterilla
- Romel Estupiñán

## F
- José Carlos Fernández
- Enrique Ferraro
- Carlos Flores
- Robert Flores
- Jorge Folleco
- Wilson Folleco

## G
- Carlos Garcia
- Gabriel García
- Jhon García
- Patricio Garcia
- Camilo Giraldo
- Alberto Godoy
- Armando Gómez
- Johan Gomez
- Juan Gonzales Vigil
- Carlos Grueso
- Jorge Guagua
- Juan Guaman
- Ernesto Guerra
- Omar Guerra
- Hugo Guerron
- Raúl Guerrón
- Israel Gutiérrez

## H
- Carlos Hidalgo
- Fernando Hidalgo
- Ángel Hinostroza
- Iván Hurtado
- Jefferson Hurtado

## I
- Miguel Ibarra
- Oswaldo Ibarra

## J
- Victor Jacome
- Alister de Jesús
- Lenin de Jesús
- Marlon de Jesús
- Ronal de Jesús
- Carlos Alberto Juárez

## K
- Iván Kaviedes

## L
- Osbaldo Lastra
- Pedro Latino
- Alexi Lemos
- Leandro Lemos
- Juan Lorca
- Jimmy Lozano
- Mario Lozano
- Jösé Lugo
- Danny Luna
- Leonardo Luppino
- Ernesto Luzuriaga

## M
- Victor Macías
- Martin Mandra
- Angel Marin
- Fidel Martínez
- Pietro Marsetti
- Segundo Matamba
- Gabriel Meloño
- Deison Méndez
- Edison Méndez
- Jorge Mendoza
- Manuel Mendoza
- Michael Mera
- Daniel Mina
- Isaac Mina
- Leorvelis Mina
- Mariano Mina
- Oswaldo Minda
- Jairo Montaño
- Johao Montaño
- Santiago Morales
- César Morante
- Luis Moreira
- Carlos Moreno
- Eder Moscoso
- Luis Mosquera
- Sergio Muñoz

## N
- Francisco Nazareno
- Geovanny Nazareno
- Marco Nazareno
- Franco Niell
- Federico Nieto
- Esteban Novoa

## O
- Benito Olivo
- Ebelio Ordonez
- Kelvin Ortíz
- Willam Ortíz

## P
- Javier Páez
- Pietro Páez
- Pablo Palacios
- Marcelo Palau
- Emerson Panigutti
- Juan Carlos Paredes
- Wellington Paredes
- Daniel Patiño
- Gerardo Pelusso
- Cristian Penilla
- Juan Pablo Peralta
- Luis Perea
- Johnny Perez
- Juan Perillo
- Marcos Pirchio
- Miguel Prado
- Ayrton Preciado
- Joel Preciado
- Léider Preciado

## Q
- Carlos Quiñónez
- Estuardo Quiñónez
- Hólger Quiñónez
- Marco Quiñónez
- Michael Quiñónez
- Patricio Quiñónez
- David Quiroz

## R
- José David Ramírez
- José Mauricio Ramírez
- Víctor Ramos
- Germán Real
- Clever Reasco
- José Rivera
- Leonardo Rivero
- Gustavo Rodas
- Marlon Rodríguez
- Juan Romero
- Luis Romero
- Ivo Ron
- Julio César Rosero
- Gonzalo Rovira
- Sebastián Rusculleda

## S
- Diego Salas
- Luis Saritama
- Carlos Saucedo
- Sérgio Saucedo
- Luis Seijas
- Jorge Serna
- Carlos Sevilla
- André Skiadas
- Daniel Solano
- Jesús Solis
- David Sosa

## T
- Jonathan Tejero
- Byron Tenorio
- Edwin Tenorio
- José Tenorio
- Luis Tenorio
- Lizandro Torres
- Daniel Tremonti
- Juan Triviño
- Yesid Trujillo

## U
- Matías Urbano
- Lincoln Utreras
- Manuel Uquillas

## V
- Edder Vaca
- Ederson Valencia
- Mario Vanemerak
- Edison Vega
- Pedro Velasco
- Marcelo Velazco
- Dimas Vera
- Guiner Vergara
- Joel Vernaza
- Mauro Vila
- Eduardo Vilarete
- Ronaldo Villa
- Edwin Villafuerte
- Iván Villamar
- Wilfrido Vinces
- Daniel Viteri
- José Vizcaíno

## W
- Carlos Wila

## Y
- Galo Yánez
- Silvio Yepez

## Z
- Walter Zermatten
- Juan Zuleta
- Edmundo Zura